# Pagana dimorpha
Pagana dimorpha är en kräftdjursart som först beskrevs av Dollfus1895.  Pagana dimorpha ingår i släktet Pagana och familjen Trachelipodidae. Inga underarter finns listade i Catalogue of Life.